# Euonyma curtissima
Euonyma curtissima е вид коремоного от семейство Subulinidae. Видът е застрашен от изчезване.

## Разпространение
Разпространен е в Кения.